# Josep Déu Francesch
Josep Déu Francesch (Reus, 13 de març de 1860 - 16 de setembre de 1944) va ser un escriptor i funcionari reusenc.
L'historiador de la cultura reusenca Joaquim Santasusagna en dona una nota biogràfica. Va estudiar a les escoles de la Llotja de Barcelona i en tornar a Reus treballà de secretari als jutjats. Va escriure algunes obres per al teatre, publicant només De vuit a nou (Reus: Impremta i Litografia de Pere Bofarull, 1886), obra que va ser estrenada al Teatre Principal de Reus el 16 de maig de 1886. Va fundar Lo Campanar de Reus el 1879, el primer periòdic en català sortit a la ciutat, un "setmanari humorístich i satírich" del que en van sortir 16 números i que va continua de forma efímera La Guita. Col·laborà a la major part de la premsa satírica de l'època i a partir de 1912 va ser corresponsal de La Vanguardia. Va ser també un dels fundadors de l'Associació Catalanista de Reus.